# Knut Lindroth
Knut Arvid Lindroth, född 11 mars 1873 i Stockholm, död där 7 oktober 1957, var en svensk skådespelare och teaterdirektör.

## Biografi
Lindroth utbildades vid Dramatens elevskola 1891–1892 och arbetade därefter vid Svenska Teatern i Helsingfors och senare för teaterledare som August Lindberg och Hjalmar Selander. 
Från 1905 och mer än ett kvartssekel framåt drev Lindroth ett eget turnerande teatersällskap. På repertoaren stod de stora klassiska styckena av bland annat Shakespeare, Schiller och Ibsen men också modernare pjäser av Gerhart Hauptmann och George Bernard Shaw. 
Till teaterdirektörens egna paradroller hörde Hamlet, Romeo och Cyrano de Bergerac. Lindroth medverkade också, även upp i hög ålder, i ett antal svenska filmer.
Han var sedan ca 1900 trolovad  med skådespelaren Anna-Lisa Carlsson (1882–1968), som också ingick i makens teatersällskap. De hade tillsammans fem barn. Makarna är begravda på Skogskyrkogården i Stockholm.

## Filmografi
- 1922 – Vem dömer
- 1922 – Kärlekens ögon
- 1925 – Ingmarsarvet
- 1926 – Till Österland
- 1942 – Rid i natt!
- 1950 – Rågens rike

## Teater

### Roller (ej komplett)
| År   | Roll                           | Produktion                                 | Regi         | Teater                       |
| ---- | ------------------------------ | ------------------------------------------ | ------------ | ---------------------------- |
| 1897 | Håkon Härdabred, Norges konung | Axel och Walborg Adam Oehlenschläger       | August Arppe | Svenska Teatern, Helsingfors |
| 1906 | Hamlet                         | Hamlet William Shakespeare                 |              | Knut Lindroths sällskap      |
| 1948 | Kejsaren                       | Vita hästen Hans Müller och Ralph Benatzky | Max Hansen   | Oscarsteatern                |